# Dálnice v Jižní Koreji

Schéma jihokorejské dálniční sítě

Dálnice v Jižní Koreji (korejsky: v hangul - 대한민국의고속도로, v hanča 大韓民國의 高速道路, v latince Daehanmingukui gosokdoro), oficiálně nazývané National expressways (v hangul 고속국도, v hanča 高速國道 v latince Gosokgukdo) mají velice podobný systém jako Interstate Highway System v USA a to jak číslováním (od roku 2001) tak stylizací ikon. Jihokorejská síť dálnic je poměrně hustá a rychle se rozvíjí. V roce 2009 dosahovala síť jihokorejských dálnic cca 3000 km, v současné době (2017) měří více než 4000 km.

## Všeobecné údaje
Jižní Korea má obecný systém značení dálnic a rychlostních komunikací, který se řídí několika body:
- Městské dálnice se značí dvoumístnými čísly, dálnice na jihu a severu země lichými čísly, a dálnice na západě a východě sudými čísly. Hlavní cesty mají v číselném značení na konci číslice 5 nebo 0, sekundární mají jiné číslice.
- Krátké městské dálnice mají ve značení třímístná čísla, přičemž první dvě číslice odpovídají číslu městské trasy.
- U linkových dálnic se první číslice shoduje s příslušným směrovacím číslem města.
- Čísla tras v rozmezí 70–99 se nepoužívají, jsou vyhrazeny pro značení cest v případě znovusjednocení Koreje.
- Jediná dálnice, která se tomuto značení vymyká je dálnice Gyeongbu s číslem 1, která je hlavní a nejvytíženější dálnicí v zemi.

Ikony ve značení jihokorejských dálnic jsou pozoruhodně podobné těm americkým, podobají se jak tvarem tak barvou: červená, modrá a bílá (podle barev jihokorejské vlajky).

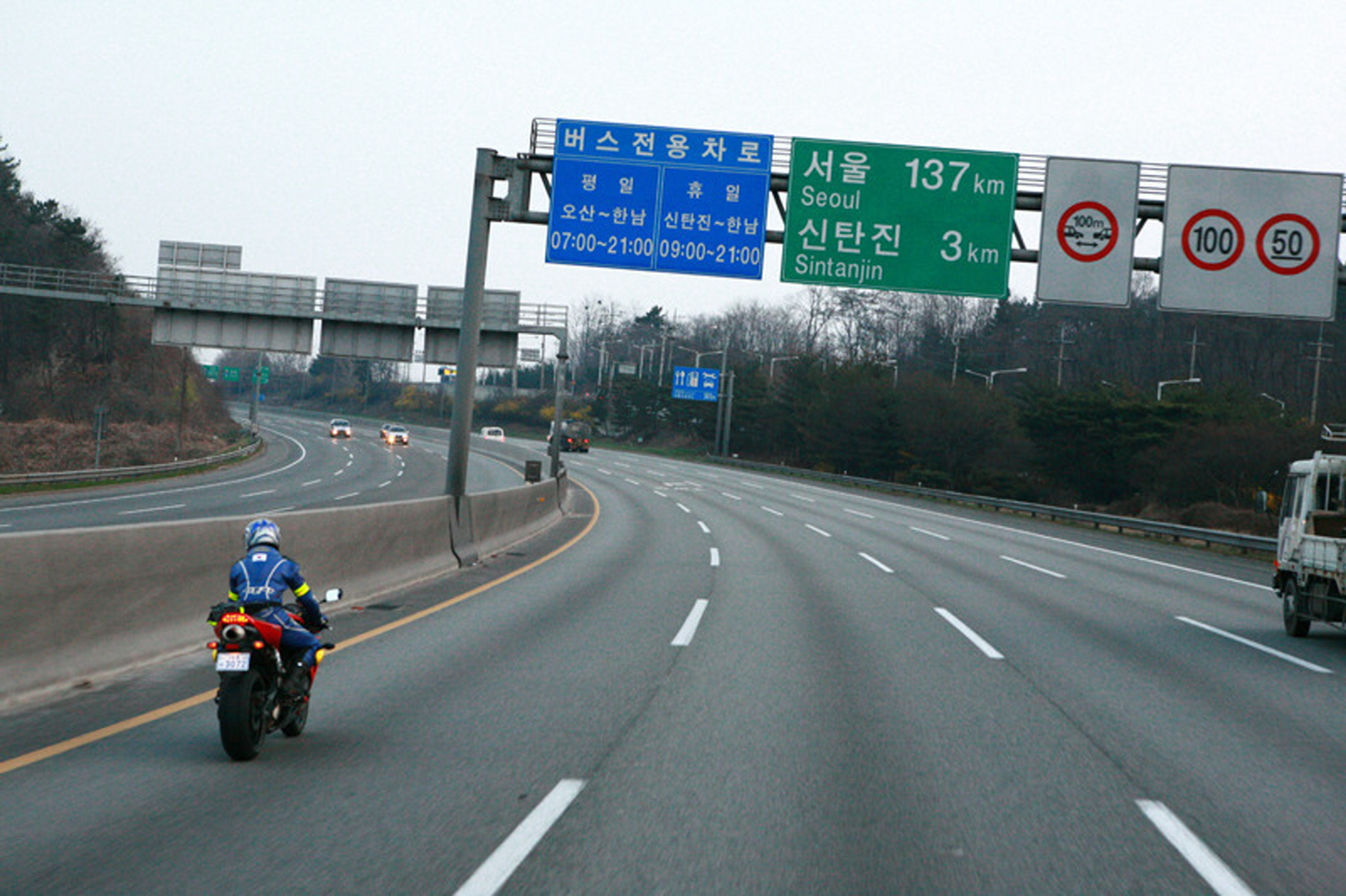
Tabule s rychlostními limity na jihokorejské dálnici. Podtrženě je značena minimální povolená rychlost

### Rychlostní limity
Nejvyšší povolená rychlost na jihokorejských dálnicích 120 km/h. Na některých dálnicích bývá i limit 100 nebo 80 km/h. Na dvouproudých silnicích mimo město je limit 60–80 km/h. Omezení rychlosti je měřeno výhradně dopravními kamerami. Tolerováno bývá překročení rychlosti o do 10 km/h a snížené pokuty bývají za překročení rychlosti o 10–20 km/h. Na jihokorejské dálnice mají zakázaný vjezd motocykly, z důvodu možného brzdění plynulého provozu.

### Zpoplatnění
Systém dálničních poplatků se stejný jako např. v Japonsku a jiných východoasijských zemích. Platí se vždy za ujetou vzdálenost na mýtných branách, Buďto v hotovosti, anebo pomocí elektronického mýtného, bez potřeby zastavení při průjezdu mýtnou branou, k tomu je však potřeba zakoupení zařízení OBU a jeho instalace do automobilu.

## Typy dálnic
V Jižní Koreji se rozlišuje celkem sedm typů dálnic:
|       | Název                                                                 | Název                                                       | Název             | Název             | Název                        | Příklad značení            | Poznámky |
| česky | anglicky                                                              | korejsky                                                    | korejsky          | korejsky          |                              | Příklad značení            | Poznámky |
| česky | anglicky                                                              | hangul                                                      | hanča             | latinka           |                              | Příklad značení            | Poznámky |
| ----- | --------------------------------------------------------------------- | ----------------------------------------------------------- | ----------------- | ----------------- | ---------------------------- | -------------------------- | --- |
| 1.    | Národní dálnice                                                       | National Expressways                                        | 고속국도          | 高速道路          | Gosokgukdo                   | Korean Highway             | hlavní dálniční tahy, propojují největší jihokorejská města a nejvýznamnější destinace, značí se čísly, ale jednotlivé dálnice mají také názvy (např. Gyeongbu) |
| 2.    | Obecné národní dálnice                                                | General National highways                                   | 일반국도          | 一般國道          | Ilbangukdo                   | Korean National Route      | významné dálniční tahy propojující významné destinace, značí se čísly. |
| 3.    | Speciální metropolitní městské silnice a Metropolitní městské silnice | Special Metropolitan City roads and Metropolitan City roads | 특별시도·광역시도 | 特別市道·廣域市道 | Teukbyeolsido· Gwangyeoksido | Korean Metro Expwy Route   | Městské dálnice. Značí se různými způsoby od čísel (např. 30) přes kombinace čísel a písmen (např. C3) až po slovní značení (např. Seoul Inner Loop). Speciální metropolitní silnice se nachází v Soulu, metropolitní silnice v městech Pusan, Tegu, Incheon, Gwangju, Tedžon a Ulsan. |
| 4.    | Lokální dálnice                                                       | Local Highways                                              | 지방도            | 地方道            | Jibangdo                     | Korean Local Route 2       | Lokální dálnice. Dělí se na dálnice financované státem, a obecné lokální dálnice. Značí se zpravidla čísly. |
| 5.    | Dálnice Si (Městské silnice)                                          | Si Roads                                                    | 시도              | 市道              | Sido                         |                            | Hlavní silnice ve městech (Si) |
| 6.    | Dálnice Gun (Okresní silnice)                                         | Gun Roads                                                   | 군도              | 郡道              | Gundo                        | Silnice v okresech (Gun)   | |
| 7.    | Dálnice Gu (Distriktní silnice)                                       | Gu Roads                                                    | 구도              | 區道              | Gudo                         | Silnice v distriktech (Gu) | |

## Seznam národních dálnic
Seznam hlavních národních dálnic:

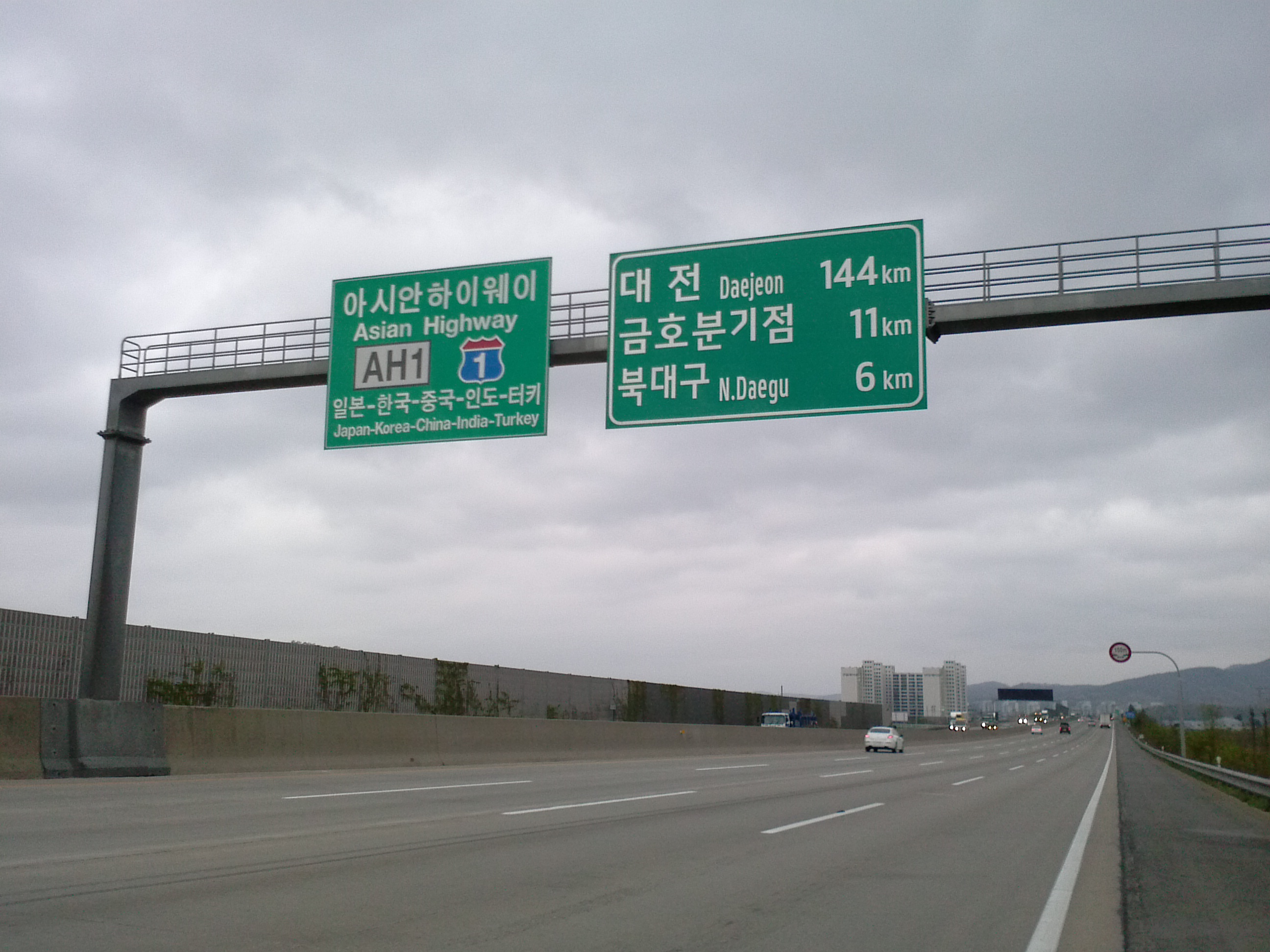
Cedule na Dálnici Gyeongbu

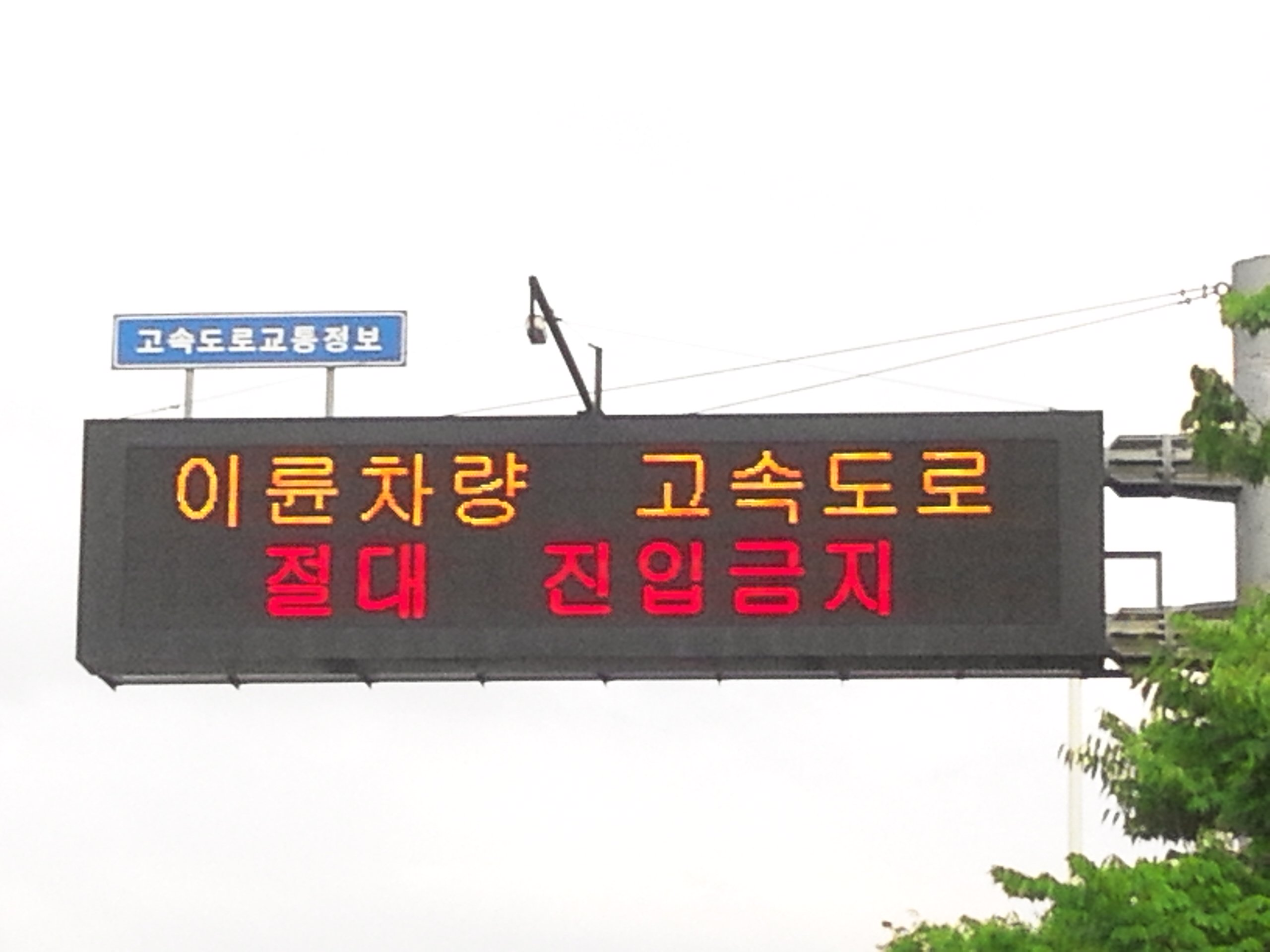
Digitální cedule na jihokorejské dálnici

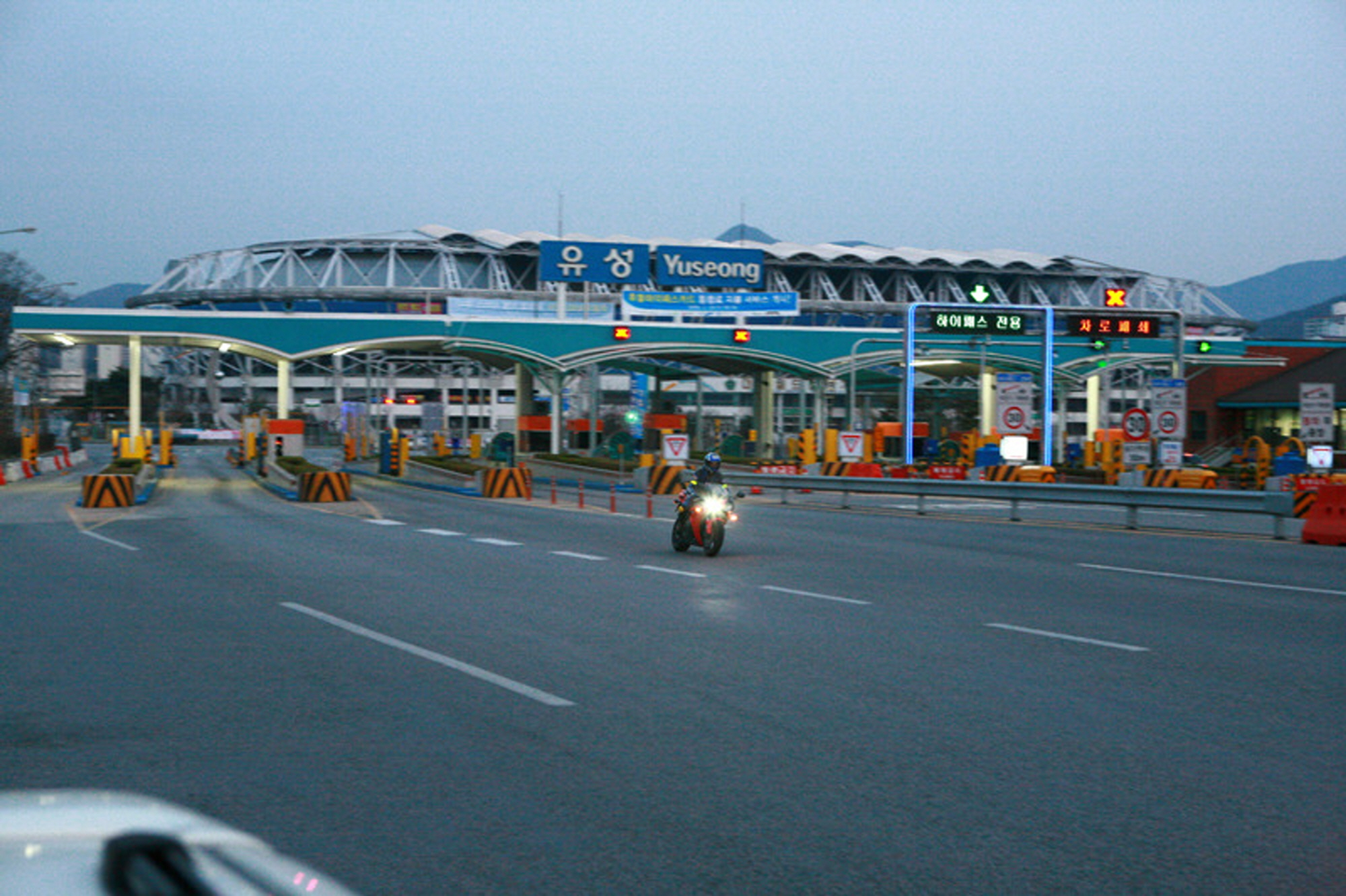
Mýtná brána na jihokorejské dálnici

Poznámka: nejedná se o úplný seznam, pouze o výběr z hlavních dálnic, seznamy jihokorejských národních dálnic se podle různých zdrojů
liší
| Značení                 | Značení                                                 | Trasa                                    | Délka (km) | Mapa                           |
| Číslo                   | Název                                                   | Trasa                                    | Délka (km) | Mapa                           |
| Číslo                   | česky                                                   | Trasa                                    | Délka (km) | Mapa                           |
| Číslo                   | korejsky                                                | Trasa                                    | Délka (km) | Mapa                           |
| ----------------------- | ------------------------------------------------------- | ---------------------------------------- | ---------- | ------------------------------ |
| Korean highway line 1   | Dálnice Gyeongbu                                        | Soul - Tedžon - Tegu - Ulsan - Pusan     | 416        | 1 Gyeongbu                     |
| Korean highway line 1   | 경부고속도로; Gyeongbu Gosokdoro                        | Soul - Tedžon - Tegu - Ulsan - Pusan     | 416        | 1 Gyeongbu                     |
| Korean highway line 10  | Dálnice Namhae                                          | Sunčchon - Pusan                         | 273        | 10 Namhae                      |
| Korean highway line 10  | 남해고속도로; Namhae Gosokdoro                          | Sunčchon - Pusan                         | 273        | 10 Namhae                      |
| Korean highway line 12  | Dálnice Muan-Gwangju                                    | Muan - Kwangdžu                          | 41         | 12 Muan-Gwangju                |
| Korean highway line 12  | 무안광주 고속도로; Muan-Gwangju Gosokdoro               | Muan - Kwangdžu                          | 41         | 12 Muan-Gwangju                |
| Korean highway line 12  | Dálnice Gwangju–Daegu                                   | Kwangdžu - Tegu                          |            | 12 88 Olympic                  |
| Korean highway line 12  | 광주대구 고속도로; Gwangju-Daegu Gosokdoro              | Kwangdžu - Tegu                          |            | 12 88 Olympic                  |
| Korean highway line 15  | Dálnice Seohaean                                        | Soul - Tangdžin - Mokpo                  | 346        | 15 Seohaean                    |
| Korean highway line 15  | 서해안 고속도로; Seohaean Gosokdoro                     | Soul - Tangdžin - Mokpo                  | 346        | 15 Seohaean                    |
| Korean highway line 16  | Dálnice Ulsan                                           | Obchvat Ulsanu                           | 14         | 16 Ulsan                       |
| Korean highway line 16  | 울산고속도로; Ulsan Gosokdoro                           | Obchvat Ulsanu                           | 14         | 16 Ulsan                       |
| Korean highway line 17  | Dálnice Pyeongtaek–Hwaseong                             | Pyeongtaek - Hwesong                     | 26,5       | Pyeongtaek-Hwaseong expressway |
| Korean highway line 17  | 평택화성고속도로; Pyeongtaek-Hwaseong Gosokdoro         | Pyeongtaek - Hwesong                     | 26,5       | Pyeongtaek-Hwaseong expressway |
| Korean highway line 17  | Dálnice Suwon–Munsan                                    | Hwesong - Suwon                          |            |                                |
| Korean highway line 17  | 수원문산고속도로; Suwon-Munsan Gosokdoro                | Hwesong - Suwon                          |            |                                |
| Korean highway line 20  | Dálnice Iksan–Pohang                                    | Iksan - Pohang                           | 130        | 20 Iksan-Pohang                |
| Korean highway line 20  | 익산포항고속도로; Iksan-Pohang Gosokdoro                | Iksan - Pohang                           | 130        | 20 Iksan-Pohang                |
| Korean highway line 25  | Dálnice Honam                                           | Sunčchon - Nonsan                        | 207        | 25 Honam                       |
| Korean highway line 25  | 호남고속도로; Honam Gosokdoro                           | Sunčchon - Nonsan                        | 207        | 25 Honam                       |
| Korean highway line 25  | Dálnice Nonsan–Cheonan                                  | Nonsan - Cheonan                         | 82         | 25 Nonsan-Cheonan              |
| Korean highway line 25  | 논산천안고속도로; Nonsan-Cheonan Gosokdoro              | Nonsan - Cheonan                         | 82         | 25 Nonsan-Cheonan              |
| Korean highway line 27  | Dálnice Sunčchon–Wanju                                  | Sunčchon - Čondžu                        | 118        | 27 Sunčchon-Wanju              |
| Korean highway line 27  | 순천완주고속도로; Sunčchon–Wanju Gosokdoro              | Sunčchon - Čondžu                        | 118        | 27 Sunčchon-Wanju              |
| Korea Expressway No.29  | Dálnice Sejong-Pocheon                                  | Sejong - Pocheon                         | 121,5      |                                |
| Korea Expressway No.29  | 세종 포천 고속도로; Sejong-Pocheon Gosokdoro            | Sejong - Pocheon                         | 121,5      |                                |
| Korean highway line 30  | Dálnice Dangjin–Yeongdeok                               | Dangjin - Čchongdžu - Yeongdeok          | 305,5      | 30 Dangjin-Yeongdeok           |
| Korean highway line 30  | 당진영덕고속도로; Dangjin–Yeongdeok Gosokdoro           | Dangjin - Čchongdžu - Yeongdeok          | 305,5      | 30 Dangjin-Yeongdeok           |
| Korean highway line 35  | Dálnice Tongyeong–Daejeon                               | Tongyeong - Tedžon                       | 215        | 35 Tongyeong–Daejeon           |
| Korean highway line 35  | 통영대전고속도로; Tongyeong-Daejeon Gosokdoro           | Tongyeong - Tedžon                       | 215        | 35 Tongyeong–Daejeon           |
| Korean highway line 35  | Dálnice Jungbu                                          | Soul - Cheongju                          | 117        | 35 Jungbu                      |
| Korean highway line 35  | 중부고속도로; Jungbu Gosokdoro                          | Soul - Cheongju                          | 117        | 35 Jungbu                      |
| Korean highway line 37  | Druhá Dálnice Jungbu                                    | Inčchon - Hanam                          | 39         |                                |
| Korean highway line 37  | 제2중부고속도로; Je-i Jungbu Gosokdoro                  | Inčchon - Hanam                          | 39         |                                |
| Korean highway line 40  | Dálnice Pyeongtaek–Jecheon                              | Pyeongtaek - Jecheon                     | 127,5      | 40 Pyeongtaek-Jecheon          |
| Korean highway line 40  | 평택제천고속도로; Pyeongtaek-Jecheon Gosokdoro          | Pyeongtaek - Jecheon                     | 127,5      | 40 Pyeongtaek-Jecheon          |
| Korean highway line 45  | Dálnice Jungbu Naeryuk                                  | Tegu - Yangpyeong                        | 302        | 45 Jungbu Naeryuk              |
| Korean highway line 45  | 중부내륙고속도로; Jungbu Naeryuk Gosokdoro              | Tegu - Yangpyeong                        | 302        | 45 Jungbu Naeryuk              |
| Korean highway line 50  | Dálnice Yeongdong                                       | Ansan - Inčchon - Wonju                  | 234        | 50 Yeongdong                   |
| Korean highway line 50  | 영동고속도로; Yeongdong Gosokdoro                       | Ansan - Inčchon - Wonju                  | 234        | 50 Yeongdong                   |
| Korea Expressway No.52  | Dálnice Gwangju–Wonju                                   | Kwangdžu - Wonju                         | 59,5       |                                |
| Korea Expressway No.52  | 광주원주고속도로; Gwangju-Wonju Gosokdoro               | Kwangdžu - Wonju                         | 59,5       |                                |
| Korean highway line 55  | Dálnice Jungang                                         | Pusan - Wonju - Čchunčchon               | 388        | 55 Jungang                     |
| Korean highway line 55  | 중앙고속도로; Jungang Gosokdoro                         | Pusan - Wonju - Čchunčchon               | 388        | 55 Jungang                     |
| Korean highway line 60  | Dálnice Seoul–Yangyang                                  | Soul - Yangyang                          | 78,5       | 60 Seoul-Yangyang              |
| Korean highway line 60  | 서울양양고속도로; Seoul–Yangyang Gosokdoro              | Soul - Yangyang                          | 78,5       | 60 Seoul-Yangyang              |
| Korean highway line 65  | Dálnice Donghae                                         | Pusan - Ulsan - Pohang Samcheok - Sokcho | 204        | 65 Donghae                     |
| Korean highway line 65  | 동해 고속도로, Donghae Gosokdoro                        | Pusan - Ulsan - Pohang Samcheok - Sokcho | 204        | 65 Donghae                     |
| Korean highway line 100 | Okružní dálnice Soul                                    | okruh Soulu                              | 128        | 100 Seoul Ring                 |
| Korean highway line 100 | 수도권 제1순환 고속도로; Seoul Oegwak Sunhwan Gosokdoro | okruh Soulu                              | 128        | 100 Seoul Ring                 |
| Korean highway line 110 | Druhá dálnice Gyeongin                                  | Inčchon - Anjang                         | 45         | 110 Gyeongin                   |
| Korean highway line 110 | 제2경인고속도로; Gyeongin Gosokdoro                     | Inčchon - Anjang                         | 45         | 110 Gyeongin                   |
| Korean highway line 120 | Dálnice Gyeongin                                        | Soul - Inčchon                           | 24         | 120 Gyeongin                   |
| Korean highway line 120 | 경인 고속 도로; Gyeongin Gosokdoro                      | Soul - Inčchon                           | 24         | 120 Gyeongin                   |
| Korean highway line 130 | Dálnice Mezinárodní letiště Incheon                     | Kojang - Mezinárodní letiště Inčchon     | 36,5       | 130 Incheon Airport            |
| Korean highway line 130 | 인천국제공항고속도로; Incheon Gukje Gonghang Gosokdoro  | Kojang - Mezinárodní letiště Inčchon     | 36,5       | 130 Incheon Airport            |
| Korean highway line 300 | Jižní obchvat Daejeon                                   | Obchvat Tedžon                           | 21         | 300 Daejeon Nambu Sunhwan      |
| Korean highway line 300 | 대전남부순환고속도로; Daejeon Nambu Sunhwan Gosokdoro   | Obchvat Tedžon                           | 21         | 300 Daejeon Nambu Sunhwan      |
| Korean highway line 400 | Druhý dálniční okruh Kapitálního regionu                | Hwaseong - Pocheon                       | 93         |                                |
| Korean highway line 400 | 수도권 두 번째 고리                                     | Hwaseong - Pocheon                       | 93         |                                |